# Экандем, Доминик Игнатий
Доминик Игнатий Экандем (англ. Dominic Ignatius Ekandem); 1917, Обио Ибионо, Колониальная Нигерия — 24 ноября 1995, Гарки, Нигерия) — первый нигерийский кардинал. Титулярный епископ Гераполи ди Изаурия и вспомогательный епископ Калабара с 7 августа 1953 по 1 марта 1963. Епископ Икот-Еккене с 1 марта 1963 по 19 июня 1989. Апостольский администратор епархии Порт-Харкорта в 1970-1973. Председатель Конференции католических епископов Нигерии в 1973-1979. Церковный начальник Миссии Sui iuris Абуджи с 6 ноября 1981 по 19 июня 1989. Епископ-архиепископ Абуджи с 19 июня 1989 по 28 сентября 1992. Кардинал-священник с титулом церкви Сан-Марчелло с 24 мая 1976.